# Victor Sablé
Victor Sablé (ur. 30 listopada 1911 w Fort-de-France, zm. 24 sierpnia 1997 w Nicei) – francuski polityk i prawnik związany z Martyniką, senator i wieloletni deputowany krajowy, poseł do Parlamentu Europejskiego I kadencji.

## Życiorys
Syn urzędnika w kancelarii adwokackiej. Ukończył liceum w Fort-de-France i studia prawnicze na Uniwersytecie Paryskim, zdobywając doktorat. Praktykował w zawodzie adwokata. Podczas II wojny światowej współpracował z dziennikiem „Liberation”. Od 1945 był członkiem rady Martyniki, zasiadał w radzie miejskiej Rivière Pilote. Początkowo współpracował ze środowiskami lewicowymi, po 1948 przesunął się w kierunku centroprawicy gaullistowskiej, należąc m.in. do Niezależnych Republikanów i Unii na rzecz Demokracji Francuskiej. Przeciwnik niepodległości i autonomii Martyniki. W kadencji 1946–1948 był senatorem wybranym z ramienia Zgromadzenia Lewicy Republikańskiej. W latach 1958–1986 należał do Zgromadzenia Narodowego, a w latach 1959–1961 także do parlamentu Wspólnoty Francuskiej. W 1979 wybrany posłem do Parlamentu Europejskiego, gdzie przystąpił do frakcji liberalno-demokratycznej. Był pierwszym nie-Europejczykiem zasiadającym w Europarlamencie i pierwszym reprezentantem Martyniki tamże.